# Rytigynia claviflora
Rytigynia claviflora är en måreväxtart som beskrevs av Robyns. Rytigynia claviflora ingår i släktet Rytigynia och familjen måreväxter.
Artens utbredningsområde är Liberia. Inga underarter finns listade i Catalogue of Life.